# جئونگ جیدون
جئونگ جیدون (به انگلیسی: Jeong Jidon) نویسنده اهل کره جنوبی است.
او برای تحقق آثار خود یک بار به مدت چهار ماه به عنوان نگهبان شب کار کرد.
و از دبلیو جی سبالد، روبرتو Bolaño و گوستاو فلوبر به عنوان نویسندگانی که بر او تأثیر گذاشته‌اند، نام برده‌است.

## آثار
مجموعه داستان‌های کوتاه 
- Naega Ssa-woodeut-i (내가 싸우듯이 Like How I Fight)، انتشارات Moonji، ۲۰۱۶.

## جوایز
- ۲۰۱۳ جایزه نویسنده جدید از ادبیات و جامعه.
- جایزه نویسندگان جوان Munhakdongne 2015.
- جایزه ادبی Moonji ۲۰۱۶.